# Condado de Holanda
El condado de Holanda fue un antiguo estado feudatario del Sacro Imperio Romano Germánico. En 1433 fue adquirido por Felipe el Bueno e incorporado a los Países Bajos borgoñones y después a los Países Bajos españoles.

## Historia

### Fundación del condado (sigloX-sigloXI)
La creación del condado de Holanda está íntimamente unida a la dinastía de los Teodoricos. El poderío de esta familia en la región, que se extendía entre el Sinkfal y el Vlie (Frisia occidental) era antiguo. Generalmente, se le hace remontar al conde Gerolfo II que estuvo subordinado al duque Godofredo de Frisia.
Gerolfo tuvo dos hijos, Teodorico I de Holanda y Waldger. Este último era conde del pagus Lake et Isla (Río Lek y IJssel) que transmitió a su hijo Radbod, según un diploma de Otón I del año 944. Radbod gobernó también, en 975, el territorio de Instarlaka en el cual se ubicaba Utrecht.
En cuanto a Teodorico, entre 916 y 921, se le encuentra entre los allegados de Carlos el Simple. Es investido del comitatus de Kinnem, en el que había sucedido a su padre, y recibe del rey, en pleno dominio, una porción importante de esta región, donde funda la abadía de Egmond.
Su hijo Teodorico II no fue menos favorecido. En 985, el emperador Otón III, le otorgó todo lo que este había poseído hasta entonces en los condados de Masalant, de Kinnem y de Texel; es decir el territorio existente entre la desembocadura del río Mosa hasta el río Vlie, por consiguiente, era el dueño de toda la Frisia occidental. Incorporó a su condado Zelanda, los “Cuatro Oficios” (en neerlandés: Vier Ambachten) y el condado de Gante, e incluso recibió  de Arnulfo I de Flandes, a título de feudo, la tierra de Waes en el reino de Francia.
Sin embargo, no pudo conservar el condado de Instarlaka. Bajo Otón I, los feudos antaño ocupados por Waldger y por sus hijos Radbod y Hatto habían sido confiscados e integrados en el obispado de Utrech. Es probable que el Obispo Balderico (918-977) obtuviera la completa inmunidad y fuera sustituido por los condes laicos en el pagus de Instarlaka.
Arnulfo de Holanda, hijo de Teodorico II y esposo de Lutgarda, fue también conde de Gante y de Frisia occidental. Intentó aumentar su poder a costa de los Frisones del norte, pero cayó en combate en 993.
Hasta entonces los condes de Frisia occidental, defensores de la costa frente a las invasiones normandas, habían gozado del favor de los Carolingios y de los reyes sajones. Bajo el emperador Enrique II la situación política se modificó; la política real, que se apoyaba cada vez más en los obispos, provocó un conflicto de intereses entre Utrech y el conde frisón. Teodorico III construye en el río Merwede la fortaleza de Dordrecht, lo que perjudicaba a la vez al prelado y a los vendedores de Tiel. Pero la campaña que emprende en 1018  el duque Godofredo I de la Baja Lorena, acompañado  del príncipe-obispo Balderico II de Lieja y de los obispos de Colonia y de Utrech, para castigar al conde acabó en fracaso; el ejército real fue deshecho el 29 de julio de 1018 en el bosque de Merwede, cerca de Vlaardingen.
El obispo Adalboldo II de Utrech tuvo que  adaptarse a su molesto vecino; se reconcilió con él pues ningún otro se hallaba en situación de proteger el país si surgía algún enemigo temible, y el papel del conde de Frisia occidental quedó así netamente definido y reforzado.
Sin embargo, el conde de Flandes, Enrique II, aprovechando la ocasión, consigue enemistar a Teodorico III con Balduino IV que le había arrebatado el condado de Gante, el cual en lo sucesivo dejó de existir bajo ese nombre.
Teodorico IV usurpó un pagus relevante del obispado (posiblemente el Germepi, entre el IJssel y el Viejo Rin). En 1046, el emperador Enrique III el Negro le obligó a abandonar su conquista; pero al año siguiente la lucha se reanudó con nuevo ardor. Teodorico se unió a la revuelta de Godofredo el Barbudo quien, ayudado por Balduino V de Flandes, redujo a cenizas el palacio imperial de Nimega, y los fosos holandeses reservaron al ejército imperial un desastre semejante al de 1018.
Teodorico IV habría podido recuperar la posesión del territorio en disputa; pero los obispos de Utrecht, Lieja y Metz evitaron su pérdida por medios más seguros que la lucha abierta: lo atrajeron a una trampa, y el conde fue asesinado el 14 de enero de 1049. Murió sin dejar descendencia.
Su hermano Florencio I le sucedió en Frisia occidental, pero fue a su vez asesinado en 1061.
El obispo de Utrech pudo entonces celebrar su triunfo. Fue consagrado por dos diplomas reales fechados en Kaiserswerth el 30 de abril y el 2 de mayo de 1064 en medio de una numerosa corte de fieles. Por medio del primero, el emperador Enrique IV cede al obispado el conjunto de la Frisia occidental desde la desembocadura del Rin hasta la punta de Holanda septentrional; por el segundo restituye los bienes que habían sido usurpados, en tiempos de Enrique II, por Teodorico III y retenidos por sus hijos Teodorico IV y Florencio y añade el comitatus in Hollant además del beneficio sobre el Germepi.
No obstante, Gertrudis de Sajonia, viuda de Florencio, se había casado con Roberto el Frisón quien defendió enérgicamente los derechos de su hijastro, Teodorico V. Para asegurar al Obispo la posesión efectiva de los territorios que el emperador le había concedido, fue precisa la intervención de Godofredo el Jorobado. El duque de Baja Lorena se ocupó por otra parte de hacerse investir personalmente por el obispo de los condados de los que le  proporcionaba el vasallaje. Godofredo fundó Delft, y en los alrededores de Dordrecht fue traidoramente asesinado a finales de febrero de 1076. Esta catástrofe permitió a Teodorico V retomar la posesión de los territorios que su padre había ocupado. Es el primer conde de Frisia occidental que toma el título de conde de Holanda.
Desde ese momento, el poder de Teodorico ya no fue puesto a prueba en toda la zona frisona occidental. Probablemente en 1076 consiguieron de nuevo en feudo de los condes de Flandes las islas meridionales de  Zelanda a cambio de la cesión de las tierras de Waes.

### El condado bajo los Teodoricos (sigloXII-sigloXIII)
Entre 1157 y 1168, un conflicto sobre Zelanda se entabló entre los condes de Flandes y el conde de Holanda, pero el status de las islas no cambió: continuaron siendo un feudo que los condes de Zelanda tenían del condado de Flandes.
El conde Teodorico VII murió sin tener hijos varones. Su hermano  Guillermo reivindicó entonces el condado a costa de su sobrina Ada. Ésta se casó con  Luis de Loon, quien buscó el apoyo de Flandes en su lucha por hacer valer los derechos de su esposa. En 1206, Felipe I de Namur pronunció un arbitraje entre los dos pretendientes: asignó a Luis de Loon  Hollanda y cuatro islas (Scherpenisse, Duiveland, Stavenisse, Dreischor) y a Guillermo el resto del territorio situado en la ribera izquierda del Mosa, así como las islas meridionales de Zelanda.
Luis de Loon, que murió en 1218, no llegó, pese al apoyo de Flandes, hacer prevaler sus derechos y debió abandonar el conjunto de las tierras neerlandesas en favor de Guillermo I.
Guillermo II, nieto de Guillermo I casó a su hermana Alix con Juan I de Avesnes, entonces en lucha contra la condesa Margarita y su hijo Guy de Dampierre por la disputa de los condados de Flandes y Henao. Los dos cuñados atacaron Rupelmonde: esto era hacer revivir de nuevo las pretensiones de la casa de Holanda sobre la tierra de Waes.
En octubre de 1247, Guillermo fue elegido como Rey de los Romanos en oposición con Federico II Hohenstaufen. No quiso complicar demasiado su trabajo atrayendo hacia Holanda las fuerzas de Flandes y autorizó a su hermano Florencio, que administraba el condado en su nombre, a negociar con Margarita. La paz, acordada el 7 de julio de 1248, fue confirmada por Guillermo II el 3 de agosto y nuevamente en el trascurso de septiembre del mismo año.
En 1252, se declaró de nuevo la guerra entre  Flandes y Holanda. Margarita atacó Zelanda; pero sus hijos Guido y Juan, derrotados en Westkapelle el día 1 de julio de 1253, son hechos prisioneros hasta 1256.
La muerte de Guillermo II (28 de enero de 1256) modificó la situación. Dejaba un hijo menor de edad Florencio V, del que fue tutor su tío, también llamado Florencio.
La paz fue negociada ese mismo año en  Péronne por Luis IX de Francia, entre Margarita de una parte y Holanda y la casa de Avesnes de otra. El  Dicho de Péronne (24 de septiembre de  1256) fue la base de los tratados firmados el 13 de octubre de 1256  y el 22 de noviembre de 1257 en Bruselas. A cambio de una unión dinástica, Margarita abandonaba numerosos derechos que los condes de Flandes habían ejercido en Zelanda  hasta entonces. En virtud de este acuerdo Florencio V se casó con Beatriz de Dampierre, hija de Guido Dampierre.
Sin embargo, Florencio V no tardó  en tener a su vez altercados con su suegro Guy de Dampierre a propósito de Zelanda,  y cuando este se alió con Eduardo I de Inglaterra, él buscó enseguida el apoyo del rey de Francia Felipe el Hermoso; pero fue asesinado en 1296.
Cuando su joven hijo Juan I le sucedió, Guy, para asegurarse el apoyo de Holanda, quiso renunciar a sus derechos en las islas zelandesas. Es lo que hizo por un acuerdo del 4 de marzo de 1299. No obstante, la renuncia debía producir sus efectos sólo si existían herederos directos del conde de Holanda, y se volvía caduca si la sucesión se producía por línea colateral.
Y eso fue precisamente lo que ocurrió: ese mismo año Juan I moría por enfermedad (10 de noviembre de 1299), y sus estados pasaron a la casa de Avesnes. Juan II de Avesnes, conde de Hainaut, era hijo de Alix de Holanda, hermana de  Guillermo II.

### Baja Edad Media y comienzos de la Edad Moderna

#### El condado bajo la casa de Avesnes

Armas de los condes de Hainaut-Holanda.

El acceso de Juan II de Avesnes al trono de Holanda instituyó  pues una unión personal entre los condes de Hainaut y los de Holanda.
Conforme al acuerdo de 1299,  Guy de Dampierre reivindicó inmediatamente la soberanía (feudal) de Zelanda de sur, pero él había cedido sus derechos, desde 1296, a su hijo Guy de Namur, quien tomó el título de conde de Zelanda. La campaña que este príncipe comenzó en 1303 fue coronada por el éxito. Consiguió apoderarse de la mayor parte de Holanda; pero perdió pronto sus ventajas y cayó en manos de sus adversarios.
La interminable querella a propósito de Zelanda no acabó hasta  1323. El rey de Francia Carlos el Hermoso, que había conseguido atraerse a la vez a Luis de Nevers y a Guillermo III de Holanda-Hainaut, les impuso su arbitraje. El tratado del 6 de marzo de 1323, que consagró el abandono de la casa de Avesnes de todas sus pretensiones sobre Flandes, emancipó de otra parte definitivamente a Zelanda del vasallaje flamenco.

#### El condado bajo la casa de Wittelsbach
Esta sección está vacía, insuficientemente detallada o incompleta. ¡Vuestra ayuda es bienvenida!
En 1433, Jacqueline de Baviera cedió Holanda, así como el Hainaut a Felipe el Bueno, duque de Borgoña.

#### El condado bajo la casa de Borgoña
Esta sección está vacía, insuficientemente detallada o incompleta. ¡Vuestra ayuda es bienvenida!

#### El condado bajo los Habsburgos
Durante el siglo XVI, la Reforma protestante ganó terreno rápidamente en el norte de Europa, especialmente en sus confesiones luterana y calvinista. Los protestantes en Holanda, después de la represión inicial, fueron tolerados por las autoridades locales. En la década de 1560, la comunidad protestante se había convertido en una influencia significativa en el condado, dependiente del comercio, donde la libertad y la tolerancia se consideraban esenciales. Sin embargo, los gobernantes católicos Carlos V y su sucesor Felipe II sintieron que era su deber derrotar al protestantismo, que la Iglesia católica consideraba una herejía y una amenaza para la estabilidad de todo el sistema político jerárquico. El emperador respondió con dura persecución e introdujo la Inquisición española.
Los calvinistas se rebelaron. Primero fue la iconoclasia en 1566, destrucción sistemática de estatuas de santos y otras representaciones devocionales católicas en las iglesias. Después de 1566, Guillermo de Orange, se convirtió en el líder de una revuelta que, por la gestión de Felipe II y su gobernador, el duque de Alba, derivó en la guerra de los Ochenta Años. Como consecuencia, Holanda y las otras seis provincias aliadas se convirtieron en una nación independiente denominada República de las Siete Provincias Unidas. El avance principal se produjo cuando Holanda, junto con Provincia de Zelanda, fueron conquistados en 1572 y años después por el Watergeuzen, una especie de fuerza marítima pirata que se convirtieron en calvinistas.
Por el acta de La Haya (1581), Holanda depuso a su conde (Felipe II) y se unió a las Provincias Unidas.